# Asprópirgos (ort i Grekland)
Asprópirgos (Aspropyrgos) är en ort i Grekland.   Den ligger i prefekturen Nomós Evrytanías och regionen Grekiska fastlandet, i den centrala delen av landet, 200 km väster om huvudstaden Aten. Asprópirgos ligger 945 meter över havet och antalet invånare är 153.
Terrängen runt Asprópirgos är huvudsakligen bergig, men söderut är den kuperad. Runt Asprópirgos är det mycket glesbefolkat, med 7 invånare per kvadratkilometer. Närmaste större samhälle är Karpenísi, 19,4 km nordost om Asprópirgos. 